# .356 Winchester
.356 Winchester напівфланцевий гвинтівковий набій центрального запалення з пляшкоподібним дульцем розроблений для використання в важільних гвинтівках. Він був розроблений одночасно з набоєм .307 Winchester який виконував роль основного набою. Обидва набої були представлені в 1982 році для використання в новій важільній гвинтівці Model 94 XTR.

## Опис

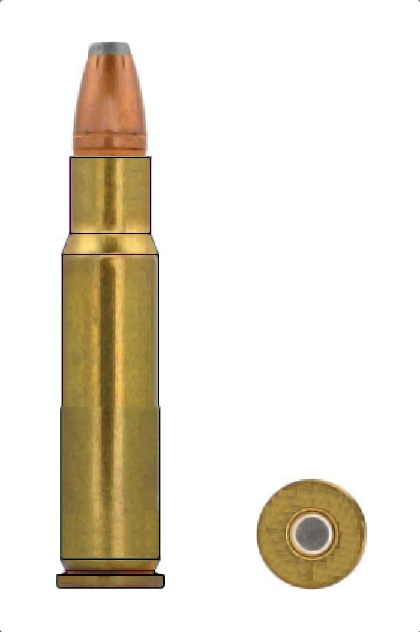
Набій .356 Winchester.

Набій .356 Winchester було розроблено з використання тієї самої гільзи, що й в набої .308 Winchester, але гільза була напівфланцева для використання в важільній гвинтівці. Таким чином .358 Winchester, який зроблений з набою .308 Winchester шляхом розширення  дульця до калібру .358 in (9,1 мм), набій дуже схожий на .356 Winchester, з різницею у фланці.
Продуктивність набою .356 Winchester схожа до набою .358 Winchester поступаючись на 15-30 м/с з будь-якою кулею. Проте, об'єм гільзи .356 дещо менший ніж у .358 Winchester через товстіші стінки гільзи. Крім того, важкі кулі повинні бути посаджені глибше ніж в набої .358 Winchester оскільки набій повинен надійно функціонувати в механізмі подачі важільної гвинтівки. З цієї причини при заводському заряді вагою 16 грам кулі втрачають швидкість приблизно на 27 м/с в набої .358 Winchester, в той час як при заводському заряд вагою 13 грамів втрачають швидкість лише на 9,1 м/с.
Кілька років Marlin Model 336ER продавали під набій .356 Winchester, але в 1987 році було продаж було припинено. Того ж року Winchester припинила виробництво Моделі 94 під набій .356 Winchester. В 1988 році виробництво було відновлено, але в середині 1990-х виробництво було припинено.
Незважаючи на номенклатуру набій .356 Winchester використовує кулю калібру .358. Інженери Olin, які розробили .356 Winchester радять не заряджати його будь-якими іншими кулями, окрім куль з плоскою головкою або Hornady Leverevolution, якщо набій будуть використовувати в гвинтівці з трубчастим магазином.

## Параметри

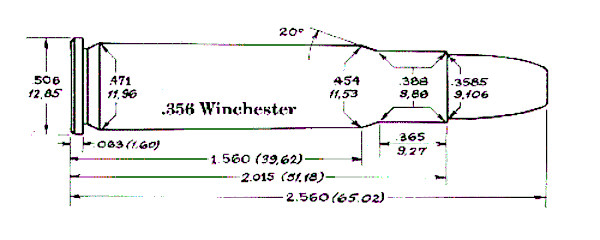